# Cryptococcus aceris
Cryptococcus aceris är en insektsart som beskrevs av Borchsenius 1937. Cryptococcus aceris ingår i släktet Cryptococcus och familjen filtsköldlöss. Inga underarter finns listade i Catalogue of Life.